# Marathon van Hamburg 2006
De marathon van Hamburg 2006 werd gelopen op zondag 23 april 2006. Het was de 21e editie van de marathon van Hamburg. Bij de mannen kwam de Spanjaard Julio Rey als eerste over de streep in 2:06.52. Het was de vierde keer in vijf jaar tijd dat hij in deze wedstrijd zegevierde. Bovendien was het zijn snelste overwinning in een recordtijd voor Spanje. De Ethiopische Robe Tola won bij de vrouwen in 2:24.35, een evenaring van het zeven jaar oude parcoursrecord van Katrin Dörre-Heinig.
In totaal finishten 16.382 marathonlopers, waarvan 3132 vrouwen.

## Uitslagen

### Mannen
| rang   | naam                   | land | tijd    |
| ------ | ---------------------- | ---- | ------- |
| Goud   | Julio Rey              | ESP  | 2:06.52 |
| Zilver | Robert Cheboror        | KEN  | 2:07.37 |
| Brons  | James Rotich           | KEN  | 2:09.25 |
| 4      | Wilfred Kigen          | KEN  | 2:10.00 |
| 5      | Fred Kiprop            | KEN  | 2:11.04 |
| 6      | José Manuel Martínez   | ESP  | 2:11.06 |
| 7      | Danilo Goffi           | ITA  | 2:11.09 |
| 8      | Dereje Hailegeorgis    | ETH  | 2:11.10 |
| 9      | Sammy Kipruto          | KEN  | 2:12.22 |
| 10     | Mikhail Iveruk         | UKR  | 2:12.32 |
| 11     | Dmitriy Semyonov       | RUS  | 2:12.37 |
| 12     | Yuriy Hychun           | UKR  | 2:14.35 |
| 13     | Yared Asmerom          | ERI  | 2:15.36 |
| 14     | Girma Tola             | ETH  | 2:15.56 |
| 15     | Vitaliy Shafar         | UKR  | 2:16.00 |
| 16     | David Laget            | KEN  | 2:16.55 |
| 17     | Carlos Alberto Valente | POR  | 2:17.50 |
| 18     | Eliud Tanui            | KEN  | 2:19.06 |
| 19     | Tuomo Lehtinen         | FIN  | 2:20.27 |
| 20     | Margus Pirksaar        | EST  | 2:20.39 |
| 21     | Alex Malinga           | UGA  | 2:20.47 |
| 22     | Luis Novo              | POR  | 2:22.18 |
| 23     | Herman Achmüller       | ITA  | 2:22.23 |
| 24     | George Okworo          | KEN  | 2:22.51 |
| 25     | Juha Hellsten          | FIN  | 2:23.57 |

### Vrouwen
| rang   | naam                | land | tijd    |
| ------ | ------------------- | ---- | ------- |
| Goud   | Robe Tola           | ETH  | 2:24.35 |
| Zilver | Rose Cheruiyot      | KEN  | 2:27.09 |
| Brons  | Irina Permitina     | RUS  | 2:27.35 |
| 4      | Emily Kimuria       | KEN  | 2:28.42 |
| 5      | Elizabeth Chemweno  | KEN  | 2:28.55 |
| 6      | Fernanda Ribeiro    | POR  | 2:29.48 |
| 7      | Edith Masai         | KEN  | 2:30.01 |
| 8      | Zinaida Semyonova   | RUS  | 2:31.27 |
| 9      | Ulrike Maisch       | GER  | 2:31.56 |
| 10     | Maria-José Pueyo    | ESP  | 2:33.30 |
| 11     | Analia Rosa         | POR  | 2:35.23 |
| 12     | Maija Oravamäki     | FIN  | 2:35.37 |
| 13     | Susan Harrison      | ENG  | 2:36.13 |
| 14     | Romy Spitzmüller    | GER  | 2:36.46 |
| 15     | Malgorzata Jamroz   | POL  | 2:37.44 |
| 16     | Stephanie Beckmann  | GER  | 2:39.35 |
| 17     | Lene-Katherine Duus | DEN  | 2:43.00 |
| 18     | Lidiya Vasilevskaya | RUS  | 2:44.26 |
| 19     | Lotte Rekling       | DEN  | 2:47.15 |
| 20     | Paraskevi Gratsani  | GRE  | 2:48.36 |
| 21     | Sabine Hülsemann    | GER  | 2:49.34 |
| 22     | Mira Tuominen       | FIN  | 2:51.42 |

1986 · 1987 · 1988 · 1989 · 1990 · 1991 · 1992 · 1993 · 1994 · 1995 · 1996 · 1997 · 1998 · 1999 · 2000 · 2001 · 2002 · 2003 · 2004 · 2005 · 2006 · 2007 · 2008 · 2009 · 2010 · 2011 · 2012 · 2013 · 2014 · 2015 · 2016 · 2017